# PKNOX1
PKNOX1 (англ. PBX/knotted 1 homeobox 1) – білок, який кодується однойменним геном, розташованим у людей на короткому плечі 21-ї хромосоми. Довжина поліпептидного ланцюга білка становить 436 амінокислот, а молекулярна маса — 47 607.
Ген відіграє важливу роль в ембріональному розвитку органів, але може також пригнічувати розвиток пухлин в дорослому організмі.
| 10         |  | 20         |  | 30         |  | 40         |  | 50         |
| ---------- |  | ---------- |  | ---------- |  | ---------- |  | ---------- |
| MMATQTLSID |  | SYQDGQQMQV |  | VTELKTEQDP |  | NCSEPDAEGV |  | SPPPVESQTP |
| MDVDKQAIYR |  | HPLFPLLALL |  | FEKCEQSTQG |  | SEGTTSASFD |  | VDIENFVRKQ |
| EKEGKPFFCE |  | DPETDNLMVK |  | AIQVLRIHLL |  | ELEKVNELCK |  | DFCSRYIACL |
| KTKMNSETLL |  | SGEPGSPYSP |  | VQSQQIQSAI |  | TGTISPQGIV |  | VPASALQQGN |
| VAMATVAGGT |  | VYQPVTVVTP |  | QGQVVTQTLS |  | PGTIRIQNSQ |  | LQLQLNQDLS |
| ILHQDDGSSK |  | NKRGVLPKHA |  | TNVMRSWLFQ |  | HIGHPYPTED |  | EKKQIAAQTN |
| LTLLQVNNWF |  | INARRRILQP |  | MLDSSCSETP |  | KTKKKTAQNR |  | PVQRFWPDSI |
| ASGVAQPPPS |  | ELTMSEGAVV |  | TITTPVNMNV |  | DSLQSLSSDG |  | ATLAVQQVMM |
| AGQSEDESVD |  | STEEDAGALA |  | PAHISGLVLE |  | NSDSLQ     |  |            |

A: Аланін

C: Цистеїн

D: Аспарагінова кислота

E: Глутамінова кислота

F: Фенілаланін

G: Гліцин

H: Гістидин

I: Ізолейцин

K: Лізин

L: Лейцин

M: Метіонін

N: Аспарагін

P: Пролін

Q: Глутамін

R: Аргінін

S: Серин

T: Треонін

V: Валін

W: Триптофан

Кодований геном білок за функцією належить до фосфопротеїнів. 
Задіяний у такому біологічному процесі, як альтернативний сплайсинг. 
Білок має сайт для зв'язування з ДНК. 
Локалізований у ядрі.